# NASCAR-Craftsman-Truck-Series-Saison 1996

Das Logo der NASCAR Craftsman Truck Series.

Die NASCAR-Craftsman-Truck-Series-Saison 1996 begann am 17. März 1996 mit dem Florida Dodge Dealers 400 auf dem Homestead-Miami Speedway und endete am 11. November 1996 mit dem Carquest 420K auf dem Las Vegas Motor Speedway. Ron Hornaday junior gewann die Fahrer-Meisterschaft und Jimmy Hensley wurde zum Most Popular Driver (Beliebtester Fahrer) gewählt. Bryan Reffner gewann den Rookie of the Year Award.

## Rennen

### Kurzübersicht
| Datum         | Rennstrecke                           | Rennen                         | Pole-Position       | Sieger              |
| ------------- | ------------------------------------- | ------------------------------ | ------------------- | ------------------- |
| 17. März      | Homestead-Miami Speedway              | Ford 200                       | Geoffrey Bodine     | Dave Rezendes       |
| 21. April     | Phoenix International Raceway         | Chevrolet Desert Star 300      | Mike Skinner        | Jack Sprague        |
| 4. Mai        | Portland Speedway                     | Craftsman 200                  | Rich Bickle         | Ron Hornaday junior |
| 11. Mai       | Evergreen Speedway                    | Jerr-Dan/Nelson Truck 200      | Tobey Butler        | Mike Bliss          |
| 25. Mai       | Tucson Raceway Park                   | NAPA 200                       | Bryan Reffner       | Mike Skinner        |
| 1. Juni       | Colorado National Speedway            | Colorado 200                   | Rich Bickle         | Mike Skinner        |
| 9. Juni       | Heartland Park Topeka                 | Lund Look 225                  | Ron Hornaday junior | Mike Skinner        |
| 22. Juni      | Bristol International Raceway         | Coca-Cola 200                  | Mike Skinner        | Rick Carelli        |
| 30. Juni      | Nazareth Speedway                     | DeVilbiss Superfinish 200      | Jimmy Hensley       | Jack Sprague        |
| 6. Juli       | Milwaukee Mile                        | Sears Auto Center 200          | Mike Bliss          | Jack Sprague        |
| 20. Juli      | Louisville Motor Speedway             | Ford Dealers 225               | Mike Bliss          | Ron Hornaday junior |
| 27. Juli      | I-70 Speedway                         | Western Auto 200               | Butch Miller        | Mike Bliss          |
| 1. August     | O’Reilly Raceway Park at Indianapolis | Cummins 200                    | Mike Skinner        | Mike Skinner        |
| 10. August    | Flemington Speedway                   | Stevens Beil/Genuine Parts 200 | Bryan Reffner       | Mike Skinner        |
| 25. August    | Watkins Glen International            | Parts America 150              | Joe Nemechek        | Ron Hornaday junior |
| 31. August    | Nashville Speedway                    | Federated Auto Parts 250       | Jack Sprague        | Dave Rezendes       |
| 5. September  | Richmond International Raceway        | Fas Mart Truck Shootout        | Kenny Irwin jr.     | Mike Skinner        |
| 8. September  | New Hampshire International Speedway  | Pennzoil/VIP Tripleheader      | Mike Skinner        | Ron Hornaday junior |
| 21. September | Martinsville Speedway                 | Hanes 250                      | Bobby Hamilton      | Mike Skinner        |
| 28. September | North Wilkesboro Speedway             | Lowe’s 250                     | Johnny Benson       | Mark Martin         |
| 7. Oktober    | Sears Point Raceway                   | Kragen 151                     | Mike Skinner        | Dave Rezendes       |
| 14. Oktober   | Mesa Marin Raceway                    | Ford Dealers/Ford Credit 300   | Ron Hornaday junior | Mike Skinner        |
| 26. Oktober   | Phoenix International Raceway         | GM Goodwrench/AC Delco 300     | Jack Sprague        | Jack Sprague        |
| 3. November   | Las Vegas Motor Speedway              | Carquest 420K                  | Bryan Reffner       | Jack Sprague        |

### Florida Dodge Dealers 400
Das Saisoneröffnungsrennen, das Florida Dodge Dealers 400, fand am 17. März 1996 auf dem Homestead-Miami Speedway statt.
Top-10-Platzierungen
1. Dave Rezendes
2. Jack Sprague
3. Ron Hornaday junior
4. Ron Barfield
5. Bryan Reffner
6. Terry McCarthy
7. John Nemechek
8. Jay Sauter
9. Frank Kimmel
10. Doug George

### Chevrolet Desert Star 300
Das Chevrolet Desert Star 300 fand am 21. April 1996 auf dem Phoenix International Raceway statt.
Top-10-Platzierungen
1. Jack Sprague
2. Mike Skinner
3. Butch Miller
4. Bryan Reffner
5. Ron Hornaday junior
6. Rick Carelli
7. Joe Ruttman
8. Ron Barfield
9. Bobby Gill
10. Michael Dokken

### Craftsman 200
Das Craftsman 200 fand am 4. Mai 1996 auf dem Portland Speedway statt.
Top-10-Platzierungen
1. Ron Hornaday junior
2. Mike Bliss
3. Mike Skinner
4. Bill Sedgwick
5. Butch Miller
6. Rick Carelli
7. Bryan Reffner
8. Jack Sprague
9. Joe Ruttman
10. Jimmy Hensley

### Jerr-Dan/Nelson Truck 200
Das Jerr-Dan/Nelson Truck 200 fand am 11. Mai 1996 auf dem Evergreen Speedway statt.
Top-10-Platzierungen
1. Mike Bliss
2. Ron Hornaday junior
3. Dan Press
4. Rich Bickle
5. Mike Skinner
6. Tobey Butler
7. Jimmy Hensley
8. Joe Ruttman
9. Ron Barfield
10. Bill Sedgwick

### NAPA 200
Das NAPA 200 fand am 25. Mai 1996 im Tucson Raceway Park statt.
Top-10-Platzierungen
1. Mike Skinner
2. Rich Bickle
3. Ron Hornaday junior
4. Jimmy Hensley
5. Jack Sprague
6. Bill Sedgwick
7. Bobby Gill
8. Dave Rezendes
9. Michael Dokken
10. Bob Keselowski

### Colorado 200
Das Colorado 200 fand am 1. Juni 1996 auf dem Colorado National Speedway statt.
Top-10-Platzierungen
1. Mike Skinner
2. Butch Miller
3. Jimmy Hensley
4. Jack Sprague
5. Dave Rezendes
6. Joe Ruttman
7. Bill Sedgwick
8. Ron Hornaday junior
9. Jay Sauter
10. Doug George

### Lund Look 225
Das Lund Look 225 fand am 9. Juni 1996 im Heartland Park Topeka statt.
Top-10-Platzierungen
1. Mike Skinner
2. Jack Sprague
3. Ron Hornaday junior
4. Mike Bliss
5. Jay Sauter
6. Johnny Benson
7. Ken Schrader
8. Jeff Burton
9. Dave Rezendes
10. Bill Sedgwick

### Coca-Cola 200
Das Coca-Cola 200 fand am 22. Juni 1996 auf dem Bristol Motor Speedway statt.
Top-10-Platzierungen
1. Rick Carelli
2. Dave Rezendes
3. Jay Sauter
4. Mike Skinner
5. Jack Sprague
6. Joe Ruttman
7. Bobby Gill
8. Ron Hornaday junior
9. Lance Norick
10. Walker Evans

### DeVilbiss Superfinish 200
Das DeVilbiss Superfinish 200 fand am 30. Juni 1996 auf dem Nazareth Speedway statt.
Top-10-Platzierungen
1. Jack Sprague
2. Jimmy Hensley
3. Butch Miller
4. Jeff Burton
5. Ron Hornaday junior
6. Johnny Benson
7. Joe Ruttman
8. Geoff Bodine
9. Rusty Wallace
10. Bryan Reffner

### Sears Auto Center 200
Das Sears Auto Center 200 fand am 6. Juli auf der Milwaukee Mile statt.
Top-10-Platzierungen
1. Jack Sprague
2. Bill Sedgwick
3. Ron Hornaday junior
4. Jimmy Hensley
5. Mike Bliss
6. Bobby Gill
7. Mike Skinner
8. Dave Rezendes
9. Mark Gibson
10. Kenny Allen

### Ford Dealers 225
Das Ford Dealers 225 fand am 20. Juli 1996 auf dem Louisville Motor Speedway statt.
Top-10-Platzierungen
1. Ron Hornaday junior
2. Mike Skinner
3. Jimmy Hensley
4. Dave Rezendes
5. Joe Ruttman
6. Bryan Reffner
7. Rick Carelli
8. Jack Sprague
9. Butch Miller
10. John Nemechek

### Western Auto 200
Das Western Auto 200 fand am 27. Juli 1996 auf dem I-70 Speedway statt.
Top-10-Platzierungen
1. Mike Bliss
2. Mike Skinner
3. Rick Carelli
4. Ron Hornaday junior
5. Bill Sedgwick
6. Doug George
7. Nathan Buttke
8. Jimmy Hensley
9. Dave Rezendes
10. Rich Bickle

### Cummins 200
Das Cummins 200 fand am 1. August 1996 im Indianapolis Raceway Park statt.
Top-10-Platzierungen
1. Mike Skinner
2. Jack Sprague
3. Mike Bliss
4. Ron Hornaday junior
5. Rich Bickle
6. Jay Sauter
7. Kenny Wallace
8. Nathan Buttke
9. Mike McLaughlin
10. Tony Stewart

### Stevens Beil/Genuine Parts 200
Das Stevens Beil/Genuine Parts 200 fand am 10. August 1996 auf dem Flemington Speedway statt.
Top-10-Platzierungen
1. Mike Skinner
2. Mike Bliss
3. Rich Bickle
4. Dave Rezendes
5. Jack Sprague
6. Ron Hornaday junior
7. Rick Carelli
8. Harry Gant
9. Jimmy Hensley
10. Butch Miller

### Parts America 150
Das Parts America 150 fand am 25. August 1996 auf dem Watkins Glen International statt.
Top-10-Platzierungen
1. Ron Hornaday junior
2. Joe Nemechek
3. Mike Skinner
4. Jack Sprague
5. Rich Bickle
6. Joe Ruttman
7. Rob Rizzo
8. Jimmy Hensley
9. Doug George
10. Walker Evans

### Federated Auto Parts 250
Das Federated Auto Parts 250 fand am 31. August 1996 auf dem Nashville Speedway statt.
Top-10-Platzierungen
1. Dave Rezendes
2. Ron Hornaday junior
3. Jack Sprague
4. Butch Miller
5. Bryan Reffner
6. Doug George
7. Michael Dokken
8. Jimmy Hensley
9. Rick Carelli
10. Mike Bliss

### Fas Mart Truck Shootout
Der Fas Mart Truck Shootout fand am 5. September 1996 auf dem Richmond International Raceway statt.
Top-10-Platzierungen
1. Mike Skinner
2. Ron Hornaday junior
3. Mark Martin
4. Joe Ruttman
5. Kenny Irwin jr.
6. Nathan Buttke
7. Butch Miller
8. Harry Gant
9. Darrell Waltrip
10. Tobey Butler

### Pennzoil/VIP Tripleheade
Das Pennzoil/VIP Tripleheader fand am 8. September auf dem |New Hampshire International Speedway statt.
Top-10-Platzierungen
1. Ron Hornaday junior
2. Jack Sprague
3. Mike Bliss
4. Steve Park
5. Ernie Irvan
6. Joe Bessey
7. Bryan Reffner
8. Joe Ruttman
9. Jimmy Hensley
10. Bill Sedgwick

### Hanes 250
Das Hanes 250 fand am 21. September 1996 auf dem Martinsville Speedway statt.
Top-10-Platzierungen
1. Mike Skinner
2. Butch Miller
3. Jack Sprague
4. Ron Hornaday junior
5. Darrell Waltrip
6. Joe Ruttman
7. Rich Bickle
8. Jeff Burton
9. Jimmy Hensley
10. Harry Gant

### Lowe’s 250
Das Lowe’s 250 fand am 28. September 1996 auf dem North Wilkesboro Speedway statt.
Top-10-Platzierungen
1. Mark Martin
2. Jack Sprague
3. Butch Miller
4. Kenny Wallace
5. Joe Ruttman
6. Rick Carelli
7. Johnny Benson
8. Rich Bickle
9. Mike Skinner
10. Darrell Waltrip

### Kragen 151
Das Kragen 151 fand am 7. Oktober 1996 auf dem Sears Point International Raceway statt.
Top-10-Platzierungen
1. Dave Rezendes
2. Ron Hornaday junior
3. Mike Skinner
4. Joe Ruttman
5. Doug George
6. Jack Sprague
7. Mike Bliss
8. Bryan Reffner
9. Rick Carelli
10. Jimmy Hensley

### Ford Dealers/Ford Credit 300
Das Ford Dealers/Ford Credit 300 fand am 14. Oktober 1996 auf dem Mesa Marin Raceway statt.
Top-10-Platzierungen
1. Mike Skinner
2. Ron Hornaday junior
3. Joe Ruttman
4. Mike Bliss
5. Butch Miller
6. Doug George
7. Rich Bickle
8. Walker Evans
9. Dave Rezendes

### GM Goodwrench/AC Delco 300
Das GM Goodwrench/AC Delco 300 fand am 26. Oktober 1996 auf dem Phoenix International Raceway statt.
Top-10-Platzierungen
1. Jack Sprague
2. Johnny Benson
3. Joe Ruttman
4. Mike Skinner
5. Ted Musgrave
6. Tobey Butler
7. Ron Hornaday junior
8. Joe Nemechek
9. Doug George
10. Harry Gant

### Carquest 420K
Das Carquest 420K fand am 3. November 1996 auf dem Las Vegas Motor Speedway statt.
Top-10-Platzierungen
1. Jack Sprague
2. Bill Elliott
3. Joe Ruttman
4. Michael Waltrip
5. Dave Rezendes
6. Robby Gordon
7. Mike Skinner
8. Ken Schrader
9. Bryan Reffner
10. Ron Hornaday junior

## Fahrergesamtwertung am Saisonende (Top 50)
1. Ron Hornaday junior – 3831
2. Jack Sprague – 3778
3. Mike Skinner – 3771
4. Joe Ruttman – 3275
5. Mike Bliss – 3190
6. Dave Rezendes – 3179
7. Butch Miller – 3126
8. Jimmy Hensley – 3029
9. Bryan Reffner – 2961
10. Rick Carelli – 2953
11. Rich Bickle – 2914
12. Doug George – 2883
13. John Nemechek – 2615
14. Bill Sedgwick – 2599
15. Bob Brevak – 2388
16. Bob Keselowski – 2281
17. Walker Evans – 2224
18. Lance Norick – 2168
19. Kenny Allen – 2019
20. Michael Dokken – 1977
21. Bobby Gill – 1818
22. T.J. Clark – 1603
23. Nathan Buttke – 1345
24. Harry Gant – 1267
25. Mike Hurlbert – 1081
26. Jay Sauter – 1065
27. Lonnie Cox – 1027
28. Charlie Cragan – 864
29. Ron Barfield – 837
30. Mark Gibson – 820
31. Rick Johnson – 786
32. Andy Genzman – 739
33. Randy Renfrow – 733
34. Kenny Wallace – 727
35. Mike Chase – 692
36. Tobey Butler – 686
37. Darrell Waltrip – 660
38. Dan Press – 657
39. Johnny Benson – 616
40. Butch Gilliland – 611
41. Steve Portenga – 591
42. Jeff Burton – 565
43. Jerry Glanville – 515
44. Frank Kimmel – 502
45. Kenny Irwin jr. – 468
46. Ken Schrader – 467
47. David Smith – 429
48. Joe Gaita – 428
49. Rob Rizzo – 425
50. Steve Park – 408